# وریزیا کوچک
وریزیا کوچک (نام علمی: Vriesea minor) نام یک گونه از تیره آناناسیان است.